# Patrick Quinn (IRA-Mitglied)
Patrick „Paddy“ Quinn (* 1962 in Belleeks, County Armagh, Nordirland) ist ein ehemaliger Freiwilliger der Provisional Irish Republican Army (IRA) in der South Armagh Brigade, der am Irischen Hungerstreik im Jahr 1981 teilnahm.
Quinn wuchs in einer katholischen Familie auf, die aus vier Jungen und vier Mädchen bestand. Nachdem er die Schule verlassen hatte, arbeitete er als technischer Zeichner bei einem beratend tätigen Ingenieur in Newry. Gefangen genommen wurde Quinn am 25. Juni 1976 mit Raymond McCreesh, nachdem sie einen missglückten Angriff auf die British Army durchgeführt hatten. Daraufhin wurde Paddy Quinn am 2. März 1977 verurteilt und erhielt 14 Jahre Haft für den Versuch, einen britischen Soldaten zu töten, fünf Jahre für den Besitz eines Gewehrs und weitere fünf Jahre für die Mitgliedschaft in der IRA. 
Kurz nach seiner Ankunft im H-Block, einem Gefängnis mit 800 Gefängniszellen, beteiligte er sich am Blanket Protest. Für ihn war das Leben im H-Block eine lebendige Beerdigung. Paddy Quinn beteiligte sich als 13. Hungerstreikender ab dem 15. Juni 1981 am Irischen Hungerstreik von 1981. Er überlebte den Hungerstreik, da seine Familie eine medizinische Intervention anordnete, um sein Leben zu erhalten.